# Ingmar Bergman
Ernst Ingmar Bergman ([ˈɪŋːmar ˈbærjman]; Uppsala, 14 luglio 1918 – Fårö, 30 luglio 2007) è stato un regista, sceneggiatore, drammaturgo, scrittore e produttore cinematografico svedese.
Considerato uno dei maggiori registi della storia del cinema, fu autore di pellicole di profonda introspezione psicologica in cui rappresentò con abilità e senso del dramma la tensione interiore e l'angoscia dell'individuo. Durante la sua carriera diresse film di notorietà internazionale come Monica e il desiderio (1953), Sorrisi di una notte d'estate (1955), Il settimo sigillo (1957), Il posto delle fragole (1957), Come in uno specchio (1961), Persona (1966), L'ora del lupo (1968), La vergogna (1968), Sussurri e grida (1972), Scene da un matrimonio (1973), Fanny e Alexander (1982) e Sarabanda (2003). Tre suoi film vinsero l'Oscar come miglior film straniero: La fontana della vergine (1960), Come in uno specchio (1961) e Fanny e Alexander (1982).

## Biografia
(Ingmar Bergman, Lanterna magica, autobiografia, 1987)

### Gli anni giovanili

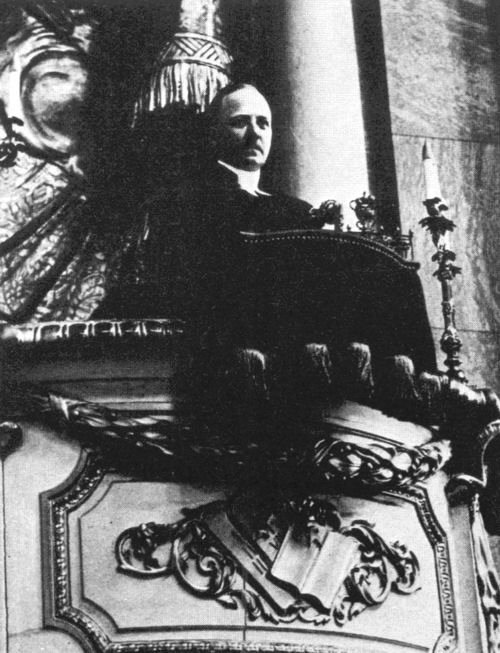
Il padre di Ingmar Bergman, Erik (1886-1970), pastore luterano, mentre tiene un sermone nella chiesa Hedvig Eleonora a Stoccolma nel 1930 (circa). Foto conservata al museo cittadino di Stoccolma ("Stockholms Stadsmuseum")

Nato a Uppsala da un pastore luterano, Erik, e da Karin Åkerblom, proveniente da una famiglia benestante di Stoccolma, trascorse l'infanzia seguendo gli spostamenti del padre nelle case parrocchiali di vari paesini e fu educato secondo i concetti luterani di "peccato, confessione, punizione, perdono e grazia", temi che saranno poi ricorrenti nei suoi film. Mentre la paternità è certa non è sicuro che la vera madre sia stata Karin Åkerblom: sembra infatti che la madre naturale fosse Hedvig Sjöberg.
Il padre iniziò il suo ministero pastorale presso l'ospedale di Uppsala, poi venne prima nominato pastore della chiesa Hedvig-Eleonora di Stoccolma e infine cappellano della Corte Reale; pur essendo un eccellente oratore aveva un temperamento irritabile, come sostiene Bergman nella sua biografia: "Non potevamo fischiare, non potevamo camminare con le mani in tasca. Improvvisamente decideva di provarci una lezione e chi s'impappinava veniva punito. Soffriva molto per il suo udito eccessivamente sensibile, i rumori forti lo esasperavano".
Erik impartì al figlio un'educazione molto severa, le cui tracce si riscontreranno spesso nella sua opera; la figura del padre sarà portata sullo schermo in tre film: Fanny e Alexander (1982), Con le migliori intenzioni (1992) e Conversazioni private (1996). La madre "aveva un eccessivo carico di lavoro, era tesissima, non riusciva a dormire, faceva uso di forti sedativi, che avevano effetti collaterali quali l'irrequietezza e l'ansia".
Ingmar aveva un fratello maggiore di quattro anni e una sorella minore di quattro anni. In una situazione familiare così oppressiva sono da ricercare le ragioni dei suoi dubbi esistenziali e soprattutto della sua continua ricerca di un Dio che non rappresenti solamente un rito, ma amore. Il rapporto conflittuale con i genitori portò così il giovane Ingmar a rinchiudersi in un suo mondo liberatorio e fantasioso con il quale sostituiva quello reale e, quando a dodici anni gli venne regalato il primo proiettore cinematografico, trovò nel mondo della pellicola, con le sue luci e le sue ombre, quello che cercava.
Nel 1936, dopo l'ennesimo scontro con i genitori, partì per Stoccolma dove andò a vivere da solo. Dopo gli studi superiori e il servizio militare, si iscrisse all'Università di Stoccolma per frequentare un corso di storia della letteratura, ma l'abbandonò ed entrò per la prima volta in contatto con il mondo del teatro e del cinema. Iniziò a occuparsi di teatro studentesco dirigendo una compagnia filodrammatica presso la stessa università e scrivendo testi per alcuni drammi. Nel 1940 divenne aiuto regista presso il Teatro dell'opera (anche se senza stipendio). Una ragazza del corpo di ballo lo aiutò finanziariamente fintanto che riuscì a ottenere l'incarico di suggeritore per l'Orfeo all'inferno con un compenso di tredici corone a sera.
Raggiunta la tranquillità economica, si mise a scrivere intensamente e nel giro di due anni produsse ben dodici drammi e un'opera lirica. Nel 1942 uno dei suoi drammi, La morte di Kasper, venne messo in scena per decisione del direttore del teatro studentesco e questo fatto segnò la sua fortuna. Ad assistere allo spettacolo vi erano infatti in platea il neodirettore della Svensk Filmindustri, Carl Anders Dymling, e Stina Bergman, vedova del drammaturgo Hjalmar Bergman, responsabile della sezione manoscritti che, colpita dalla rappresentazione, lo convocò il giorno seguente e lo assunse con uno stipendio di cinquecento corone al mese.

### I primi film e il teatro

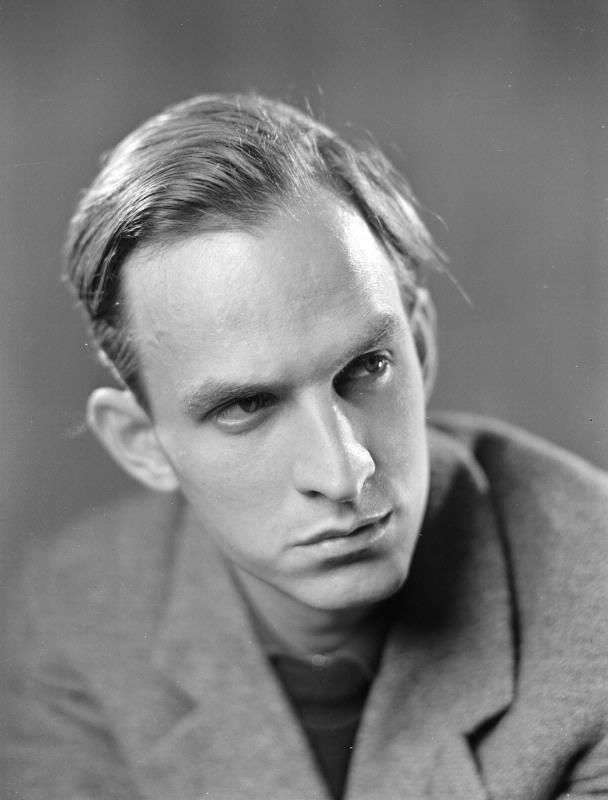
Bergman nel 1944

Nel 1944 uno dei suoi scritti venne letto dal regista Gustaf Molander, che insistette per ricavarne un film. Il manoscritto venne acquistato dalla Svensk Filmindustri per cinquemila corone e, con la regia di Alf Sjöberg che lo tradusse in immagini, e la collaborazione di Bergman stesso come segretario di edizione, fu girato Hets (Spasimo), storia di un professore, soprannominato "Caligola", severo e opprimente con i suoi allievi. Stig Järrel, l'attore protagonista, venne truccato in modo che assomigliasse al capo della Gestapo, Himmler. Il film venne molto apprezzato soprattutto in quanto attacco al nazismo, quantunque in numerose interviste lo stesso Bergman abbia ammesso di essere stato infatuato dalla figura di Hitler (che egli aveva personalmente visto durante un viaggio a Weimar) durante gli anni del conflitto. Spasimo vincerà un premio nel 1946 durante il primo Festival di Cannes del secondo dopoguerra.
Durante la lavorazione del film, Bergman venne nominato direttore dello "Stadsteater" di Helsingborg, uno dei teatri più antichi di tutta la Svezia, ma presto subentrarono difficoltà finanziarie perché le sovvenzioni ad esso destinate erano state girate al nuovo teatro di Malmö.

### La fase romantica
Pochi mesi dopo questa prima esperienza cinematografica, gli venne proposto di dirigere un film adattato dalla commedia dell'autore teatrale danese Leck Fischer, La bestia madre. Crisi (Kris), uscito nelle sale nel 1946, è la storia di una ragazza che dopo molte avventure ritrova finalmente la madre e sposa il giovane che da molto tempo era innamorato di lei. Il tema conduttore del film è quello dello scontro tra generazioni e, come scrive Alfonso Moscato si tratta di "uno scontro che, equilibrato in periodo di normalità, è qui acuito dal materialismo dilagante nella società postbellica".
Benché il film non avesse avuto successo, il produttore indipendente Lorens Marmsted offrì al regista una nuova occasione e gli commissionò un nuovo film: Piove sul nostro amore, pellicola di modesta qualità a causa, come Bergman stesso ammette, della scarsa padronanza dei mezzi tecnici che aveva all'epoca. Malgrado ciò, l'opera non manca di spunti interessanti, che anticipano il modo bergmaniano di fare cinema.
All'inizio dell'autunno del 1946, Bergman si trasferì a Göteborg, dove venne nominato primo regista presso il teatro della città, debuttando con Caligola di Albert Camus e mettendo in scena altri suoi drammi, deciso a portare avanti senza tregua sia l'attività di regista cinematografico sia quella di regista teatrale.
Nel 1947, grazie alla fiducia di Marmsted, seguirono due film tratti ancora una volta da opere teatrali, La terra del desiderio e Musica nel buio, dove prevale la tematica del disagio giovanile e della fuga dalla realtà che connota anche i successivi film fino a Un'estate d'amore, con il quale può dirsi conclusa la prima fase romantica della sua produzione. L'attenzione suscitata da quest'ultimo lavoro, spinse la Svensk Filmindustri a commissionargli, nel 1948, la sceneggiatura di Eva con la regia di Gustaf Molander e un film, Città portuale, tratto da un romanzo di Olle Länsberg. L'insuccesso della pellicola condusse però a un nuovo taglio dei fondi.
Ma fu ancora grazie all'aiuto di Lorens Marmsted, che Bergman riuscirà a realizzare nello stesso anno La prigione, tratto da un suo stesso soggetto, e primo film significativo della sua carriera. Pur non essendo un capolavoro, il film destò un certo interesse, tanto da convincere la Svensk Filmindustri a dare ancora fiducia al regista, che poté così realizzare Sete (1949), tratto dalle novelle di Birgit Tengroth, Verso la gioia, interpretato in modo magistrale da Victor Sjöström e Ciò non accadrebbe qui, un film anticomunista, del quale però non firmò né il soggetto né la sceneggiatura, che narra la storia di una profuga che nella Stoccolma della seconda guerra mondiale cerca di sfuggire alle spie comuniste.
Sempre in questo periodo, Bergman mise in scena anche due testi teatrali: Rachele e il fattorino del cinema e Uscirsene a mani vuote..

### I primi successi

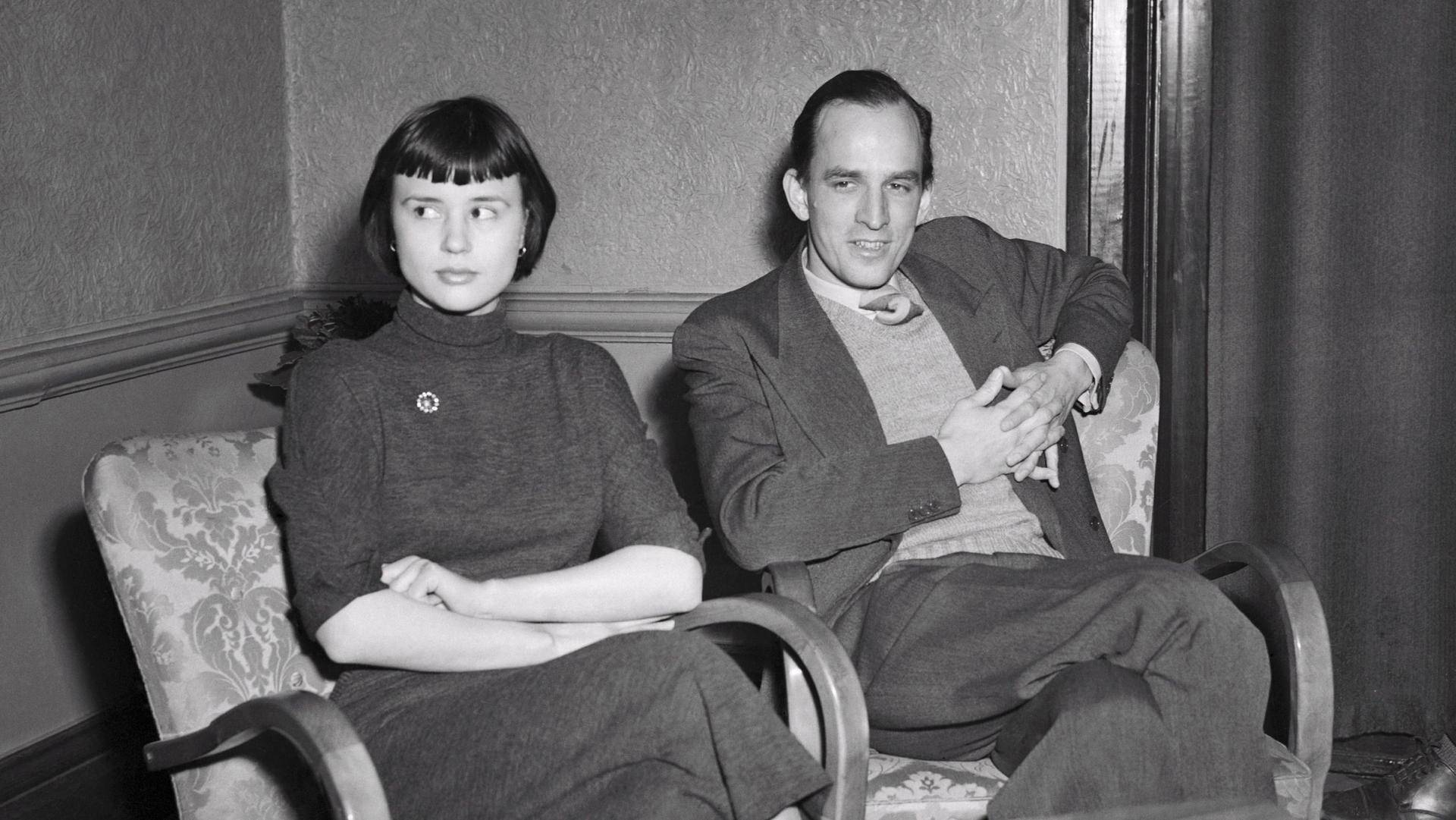
Ingmar Bergman in compagnia dell'attrice Harriet Andersson nel 1953

Solo poco dopo, nel 1950, scrisse Un'estate d'amore, film che risente intensamente dello stato d'animo in cui Bergman si trovava in quel periodo e nel quale dimostra, per la prima volta, tutte le sue possibilità espressive. Egli dichiarerà durante un'intervista a Jörn Donner: "Fu il primo film in cui cominciai a sentirmi veramente in grado di esprimermi. Era già parecchio che dirigevo film. A quell'epoca ero quel che si dice a digiuno di preparazione tecnica; anzi, dal lato tecnico, ero preoccupato, incerto e pasticcione. Però c'è una cosa da tener presente: che a quei tempi la tecnica era molto più complicata di oggi".
Dopo Un'estate d'amore, a causa delle proteste per una tassa statale che era stata messa sui divertimenti, il cinema svedese subì un forte rallentamento e Bergman venne licenziato dalla Svensk Filmindustri.
Gun ispirò al regista il personaggio di Karin Lobelius in Donne in attesa, film che venne realizzato nel 1952 e presentato l'anno seguente alla Mostra internazionale d'arte cinematografica di Venezia senza grande successo..
Seguirà nel 1953 Monica e il desiderio, che verrà considerato un film-scandalo, a causa della insolente sensualità dell'attrice Harriet Andersson che, girandosi spontaneamente verso la camera, regala uno dei migliori primi piani di sempre, a detta dello stesso regista. L'attrice, a quel tempo, era appena ventenne e Bergman le si legherà sentimentalmente: con nove film realizzati in collaborazione con il regista, la Andersson diventerà una delle sue attrici preferite.
Nel 1953, fallita l'aspirazione di essere assunto al Dramatiska Teatern di Stoccolma, accettò l'offerta dello Stadsteater, il Teatro Municipale di Malmö, che lo assunse come regista e presso il quale rimarrà per otto anni, producendo tredici regie. In questo periodo perfezionò la collaborazione con alcuni attori già affermati che diventeranno anche presenze stabili nei suoi film: oltre alla già citata Harriet Andersson, Gunnel Lindblom, Max von Sydow, Erland Josephson, Ingrid Thulin, e Bibi Andersson.
In quello stesso anno mise in scena Sei personaggi in cerca d'autore di Luigi Pirandello e Il castello di Franz Kafka con l'adattamento di Max Brod, mentre per il cinema produsse un film molto triste ambientato nel mondo del circo dal titolo Una vampata d'amore. Nel 1954 mise in scena al teatro di Malmö una "Vedova allegra" e un balletto dal titolo Giochi crepuscolari, mentre per il cinema passò dal dramma alla commedia con Una lezione d'amore.
Nel 1955 realizzò una commedia che la critica giudicò mediocre, Sogni di donna, ma anche il film che lo fece conoscere al pubblico di tutta Europa, Sorrisi di una notte d'estate, opera raffinata tra la commedia e il dramma che venne premiato a Cannes per il suo "umorismo poetico". Tra il 1956 e il 1959 avvenne la sua consacrazione internazionale.

### Il successo internazionale
(Ingmar Bergman, da Il settimo sigillo)

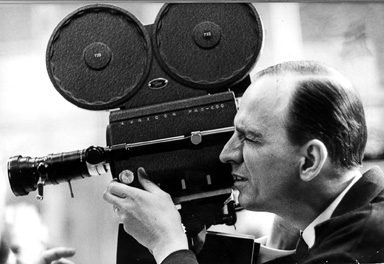
Ingmar Bergman alla macchina da presa nel 1965

Nel 1956 Bergman terminò Il settimo sigillo, il cui soggetto deriva da un atto unico che aveva scritto nel 1954 per un saggio di recitazione degli allievi dell'"Accademia Drammatica" di Malmö. Si trattava di una rappresentazione intitolata Pittura su legno e durava circa cinquanta minuti. Due anni dopo, Bergman espresse il desiderio di trasformare Pittura su legno in un film, ma il suo produttore rifiutò: dovette quindi aspettare il successo al Festival di Cannes di Sorrisi di una notte d'estate per riproporre il progetto. Questa volta la risposta fu positiva, a patto però che la lavorazione del film non durasse oltre i trenta giorni. Nella sua autobiografia, Bergman scriverà a proposito del film: "è un film disuguale cui tengo molto perché venne girato con mezzi poverissimi, facendo appello alla vitalità e all'amore. Nel bosco notturno dove viene bruciata la strega si intravedono tra gli alberi le finestre delle case di Råsunda".
Il film rese più solida la fama del regista, che ottenne nel 1957 il "Premio speciale della giuria" al "Festival di Cannes" e nel 1958 ricevette il "Gran Premio dell'Accademia francese" del cinema. Nel 1960 venne proiettato in Italia e si guadagnò il Nastro d'argento, mentre in Spagna ottenne il Lábaro de oro.
Ma il film indubbiamente più celebre, a cui si deve la fama internazionale e duratura di Bergman è Il posto delle fragole, uscito nel 1958 in un periodo di intensa attività teatrale dell'autore. Egli vi si dedicò con grande impegno, tanto che alla fine delle riprese dovette essere ricoverato in una clinica per esaurimento nervoso. Il film è una serena meditazione sulla vita e sulla morte e ottenne l'Orso d'oro al Festival di Berlino e il premio della critica al Festival di Venezia.
Ma l'esaurimento non fermò il regista, che dopo soli tre mesi ritornò al lavoro sugli schermi svedesi con un nuovo film: Alle soglie della vita, che gli fece ottenere il premio come miglior metteur en scène e alle quattro protagoniste un premio unico per la loro interpretazione. La critica però non accolse il film con entusiasmo ed esso fu relegato tra le sue opere minori.
Bergman si rifece presto con Il volto, che ottenne nel 1959 il premio speciale della giuria al Festival di Venezia per "la miglior regia, originalità poetica e stile", mentre il Leone d'oro venne assegnato ex aequo a La grande guerra di Mario Monicelli e a Il generale Della Rovere di Roberto Rossellini. I giornalisti vollero però assegnare a Il volto, in segno di polemica, il Premio Pasinetti come opera migliore della rassegna.

### Un periodo di pausa
Dopo Il volto, Bergman si concesse un periodo di pausa, concludendo la collaborazione col Malmö Stadsteater e rallentando l'attività cinematografica. Si impegnò invece in una tournée teatrale a Parigi e a Londra e il 1º settembre 1959 si sposò per la quarta volta con la pianista Käbi Laretei, dalla quale ebbe il figlio Daniel Sebastian, al quale dedicherà qualche anno dopo il cortometraggio intitolato Daniel. Moriva nel frattempo il direttore della Svensk Filmindustri e veniva nominato al suo posto un amico di Bergman, Manne Fant, che lo invitò subito a collaborare come consigliere artistico. In quegli anni lavorò anche alla neonata televisione svedese, realizzando: Venetianskan e Rabies (1958) e Oväder (1960).

### La ripresa dell'attività cinematografica
Nel 1960, con La fontana della vergine, tratto da una ballata svedese del XIV secolo, Bergman riprese l'attività cinematografica vera e propria. Il film, a differenza dei precedenti, affronta una tematica religiosa e rinuncia quasi del tutto al dialogo per affidarsi unicamente alle immagini che si snodano con un ritmo lento e assorto e crea un forte lirismo. Film apparentemente tra i più cupi di Bergman, esso in verità rimane una delle sue opere maggiormente aperte alla speranza. Subito dopo La fontana della vergine, Bergman si dedicò a un'opera più allegra che definirà, nei titoli di testa un "rondò capriccioso": L'occhio del diavolo.

#### La "Trilogia del silenzio di Dio"

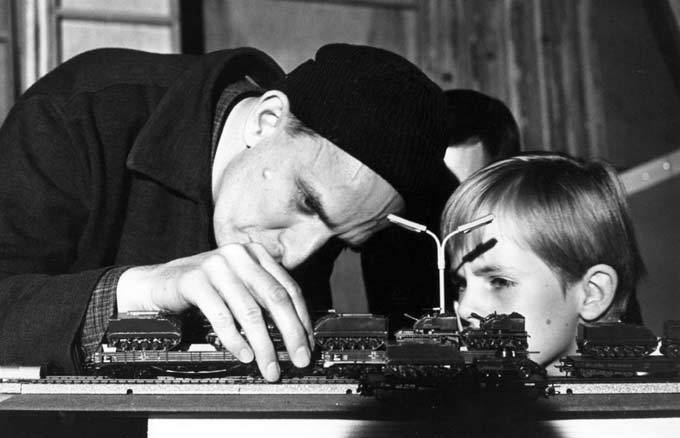
Ingmar Bergman e Jörgen Lindström nel 1963 durante la lavorazione de Il silenzio

Alla fine degli anni cinquanta venne chiamato a lavorare nel Teatro reale svedese, il "Kungliga Dramatiska Teatern" di Stoccolma e nel 1961 ricevette la nomina di direttore. Pensava intanto alla realizzazione di un film diverso dagli altri, ambientato su di un'isola. Andò così a visitare le isole Orcadi che però non riuscirono a soddisfarlo e, su suggerimento di qualcuno, si recò nel Baltico dove scoprì, nella brulla e desolata isola di Fårö, il paesaggio ideale che gli ispirerà in quegli anni la "trilogia del silenzio di Dio". Come in uno specchio fu presentato al Festival di Berlino del 1962 ottenendo il premio dell'OCIC (Office Catholique International du Cinéma, organizzazione cattolica del cinema), Luci d'inverno (1963), premiato a Berlino e a Vienna e Il silenzio (1963), uno tra i suoi film che diedero maggior scandalo.

#### Uno scherzo autobiografico
Nel 1963 produsse Ett Drömspel, un film per la televisione e il film di ispirazione autobiografica A proposito di tutte queste... signore, che venne presentato fuori concorso nella serata inaugurale della 25ª Mostra internazionale d'arte cinematografica di Venezia nel 1964, suscitando reazioni contrastanti e giudicato dai più un intermezzo dopo le fatiche della trilogia. Come scrisse Grazzini si tratta di "uno scherzo autobiografico, una vacanza, ma anche un boomerang. Giunto all'apice della fama, salutato come uno dei grandi maestri del cinema contemporaneo, Bergman avverte di essere in pericolo di morte, qualora si prenda troppo sul serio. Conosce bene le insidie che comporta lo splendido isolamento dell'artista. Se ci raspate dentro, vedete che la critica ha lo stesso tremore di quella, tragica, che in Come in uno specchio affrontava i rapporti tra l'opera d'arte e la sua ispirazione... Si ride poco per essere un film comico. Ma Bergman ha il diritto di farci scherzi di cattivo gusto".
Dopo A proposito di tutte queste...signore, durante l'estate del 1965, Bergman si mise a lavorare all'idea di un film da dedicare agli attori da intitolare Mangiatori d'uomini, ma proprio in quel periodo cadde in una profonda depressione e solo durante la convalescenza scriverà la trama di quello che diventerà poi Persona, che inaugurerà una serie di film dove saranno in primo piano fantasmi e incubi.

#### La tetralogia di Fårö
Il primo di questa serie, denominata la "tetralogia di Fårö", sarà, appunto, Persona (1966), che siglerà il distacco di Bergman dal Teatro Reale e il suo ritiro nell'isola di Fårö, che aveva acquistato e dove abiterà fino alla sua morte. Dirà a Jörn Donner nell'intervista Come in uno specchio: "capitai in questo paesaggio di Fårö, con la sua assenza di colori, la sua durezza e le sue proporzioni straordinariamente ricercate e precise, dove si ha l'impressione di entrare in un mondo che è esterno, e del quale non siamo che una minuscola particella, come gli animali e le piante. Come sia accaduto non lo so, ma qui ho messo le radici e ora credo che la mia vita abbia nuovamente delle radici".

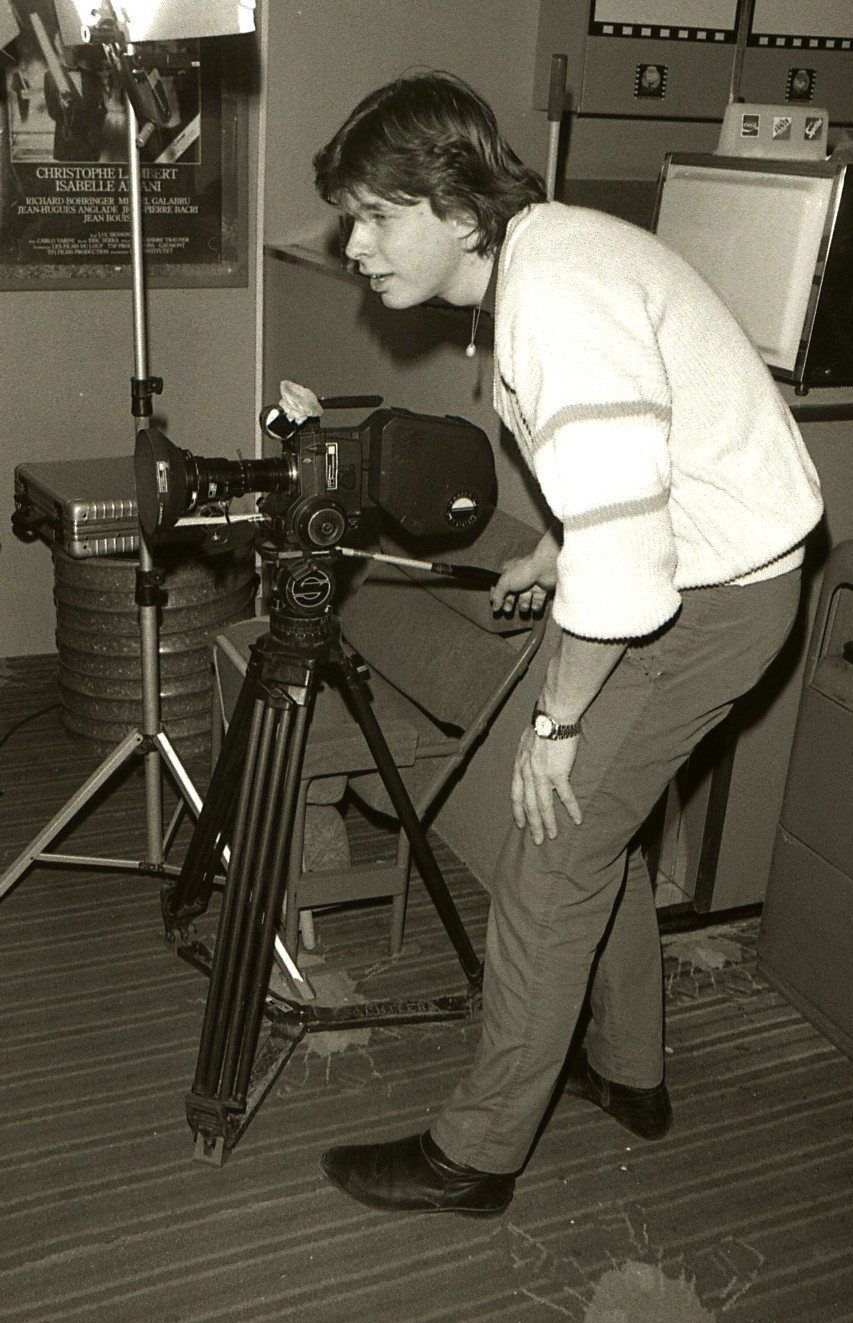
Daniel, figlio di Ingmar Bergman, diventato anche lui regista

Dopo Persona, Bergman accettò di collaborare a un film in otto episodi dal titolo Stimulantia, realizzato da un gruppo di registi giovani, come Richard Donner, e meno giovani, come Gustaf Molander, che si proponeva di individuare le cose più stimolanti della vita. Per Bergman scelse come argomento della sua opera "il bambino" e intitolò il suo episodio Daniel dedicandolo al figlio nato dalla sua unione con la pianista Käbi Laretei.
Nel 1966 riprese in mano il manoscritto che aveva abbozzato nell'estate del 1965, I mangiatori d'uomini, e da esso, dopo averlo rimaneggiato, nacque il semi-horror L'ora del lupo (1968).
Il regista aveva intanto trasformato l'isola di Fårö in una Cinecittà e lì realizzò interamente il film sulla guerra La vergogna (1967), opera piuttosto contrastata e che ebbe contestazioni e polemiche, perché secondo alcuni critici assumeva, a proposito della guerra in Vietnam, una posizione qualunquista.
Nel 1968 Bergman realizzò il film Passione, ultimo diretto per la Svensk Filmindustri prima di mettersi in proprio, proiettato per la prima volta il 10 ottobre del 1969.

#### L'incontro con la televisione
Nel marzo del 1969, avvenne il suo primo incontro con la televisione, con il breve film in bianco e nero intitolato Il rito, che presentò egli stesso alle emittenti televisive di Svezia, Norvegia, Finlandia e Danimarca.

### Gli anni settanta
Nel 1969, Bergman realizzò un documentario di forte impegno sociale per la televisione svedese, intitolato Fårödokument, che venne proiettato per la prima volta il 10 novembre 1970, dedicato alla sua isola Fårö dove protagonista è la gente del luogo, alla quale viene dato spazio per esporre i propri problemi e rivendicare i suoi diritti.
Nel 1970, quasi come per contrasto all'opera impegnata appena terminata, Bergman realizzò un film, che si rivelerà essere tra i più superficiali, dal titolo L'adultera. La pellicola si rivelerà un grande insuccesso, trascinando nuovamente il regista in difficoltà economiche, dalle quali riuscirà a risollevarsi nel 1972 grazie all'inaspettato successo mondiale di Sussurri e grida, film ricco di valori formali e sostanziali che ottenne numerosi premi.

#### I film e la televisione
L'anno seguente girerà Scene da un matrimonio, nato come serie a episodi per la televisione e trasformato poi in un film di quasi tre ore, premiato dall'associazione dei critici americani come miglior film del 1973.
Seguirà poi il film televisivo Misantropen nel 1974, ispirato all'opera di Molière e la realizzazione di un film-opera intitolato Il flauto magico, dove finalmente poteva realizzare il sogno di venticinque anni prima. Si trovava infatti a quei tempi a Malmö e avrebbe voluto dirigere Il flauto magico, ma non aveva osato per il timore di non possedere gli attori adatti e la maturità necessaria. Ora, grazie al rapporto con la televisione, egli poteva parlare di Mozart che, insieme a Chopin e a Wagner, era uno dei suoi compositori più amati e presenti, con la loro musica, in tanti dei suoi film. Il film fu lodato dai critici cinematografici e ancor più dai musicofili. Il cinefilo G. Legrand scriverà su Positif: "più intelligente, più agile, il ritmo dell'illustrazione della musica non è meno strettamente collegato alla musica, che anzi esso la raddoppia, la rende anche più esplicita, senza mai sostituirvisi". Nel 1976 Bergman realizzò, quasi come appendice a "Il flauto magico", ancora una breve opera televisiva anch'essa di notevole valore, dal titolo Il ballo delle ingrate, del quale non si può parlare come di un vero e proprio balletto ma a un'azione mimata in musica.
Il dramma psicologico L'immagine allo specchio, sempre del 1976, nacque anch'esso come film televisivo articolato in quattro episodi di cinquanta minuti ciascuno, trasformato in un film della durata di 135 minuti, che venne presentato al Festival di Cannes. Si tratta di un'opera che lo stesso Bergman giudicherà nella sua autobiografia non tra i migliori affermando: "la stanchezza artistica sogghignava sotto la tela sottile".

#### Un periodo di profonda crisi e di intenso lavoro
Nel 1976 Bergman possedeva la sua casa cinematografica, la Cinematograph, che aveva sede in un bel palazzo di Stoccolma, era appena terminata la sceneggiatura del film L'immagine allo specchio, gli appoggi erano notevoli, i contatti presi con i produttori statunitense erano stati utili, Dino De Laurentiis aveva accettato di produrre la sceneggiatura del film L'uovo del serpente e l'ultimo matrimonio con Ingrid von Rosen sembrava solido: niente poteva far immaginare la tempesta che stava per arrivare.
Il 30 gennaio, mentre al teatro "Dramaten" si svolgevano le prove di Danza di morte di Strindberg, arrivarono all'improvviso due poliziotti, che condussero Bergman al centro di polizia in quanto indagato per frode fiscale. Le peripezie legali impegnarono il regista ben nove anni, anche se si risolsero con il pagamento di una somma non esagerata: 180.000 corone. Ma i giornali divulgarono con insistenza la notizia e Bergman, che era stato costretto a trasferirsi con la moglie nell'appartamento a Grev Turegatan, fu colto da una forte crisi depressiva che lo tenne rinchiuso per tre mesi nel reparto psichiatrico di Karolinska.
Nel marzo del 1977 poté ritornare a Fårö ma, non ancora libero dalle sue angosce, si buttò intensamente nel lavoro e in questo periodo nacque il soggetto di Sinfonia d'autunno con il titolo provvisorio di Madre, Figlia e Madre. Ma a fine ottobre, sempre assillato dalla burocrazia, decise di allontanarsi dalla Svezia e, dopo aver depositato i suoi averi su un conto bloccato si recò insieme alla moglie prima a Parigi e in seguito a Copenaghen, decidendo nel frattempo che L'uovo del serpente sarebbe stato girato negli studi della "Bavaria Film" a Monaco di Baviera. Trascorse l'estate a Los Angeles con una puntata a Francoforte per ritirare il Premio Goethe, una nostalgica visita a Fårö e ancora a Monaco, il 28 ottobre 1977, per assistere alla prima del film.
Nel 1978, dopo il film tedesco L'uovo del serpente, Bergman, che nel frattempo aveva risolto i suoi problemi con il fisco, realizzò un film norvegese, Sinfonia d'autunno, che segnò l'incontro con Ingrid Bergman, che non recitava nei Paesi scandinavi dal 1940, fatta eccezione per l'episodio di Stimulantia diretto da Gustaf Molander.
Ancora con attori tedeschi, tra il 1979 e il 1980 il regista realizzò, nei Bavaria Filmstudios, Un mondo di marionette: possedeva ancora uno studio a Monaco e aveva contatti con la Repubblica federale. Il film segna il ritorno al bianco e nero, al quale Bergman era molto affezionato, ma non ebbe un buon successo di critica, a cominciare da quella tedesca.
Nel 1979, quasi a voler monitorare i mutamenti avvenuti nel sostrato socioeconomico dell'isola, a dieci anni esatti di distanza dal primo, Bergman realizzò un altro documentario dedicato a Fårö, ancora intitolato Fårödokument.

### Gli anni ottanta

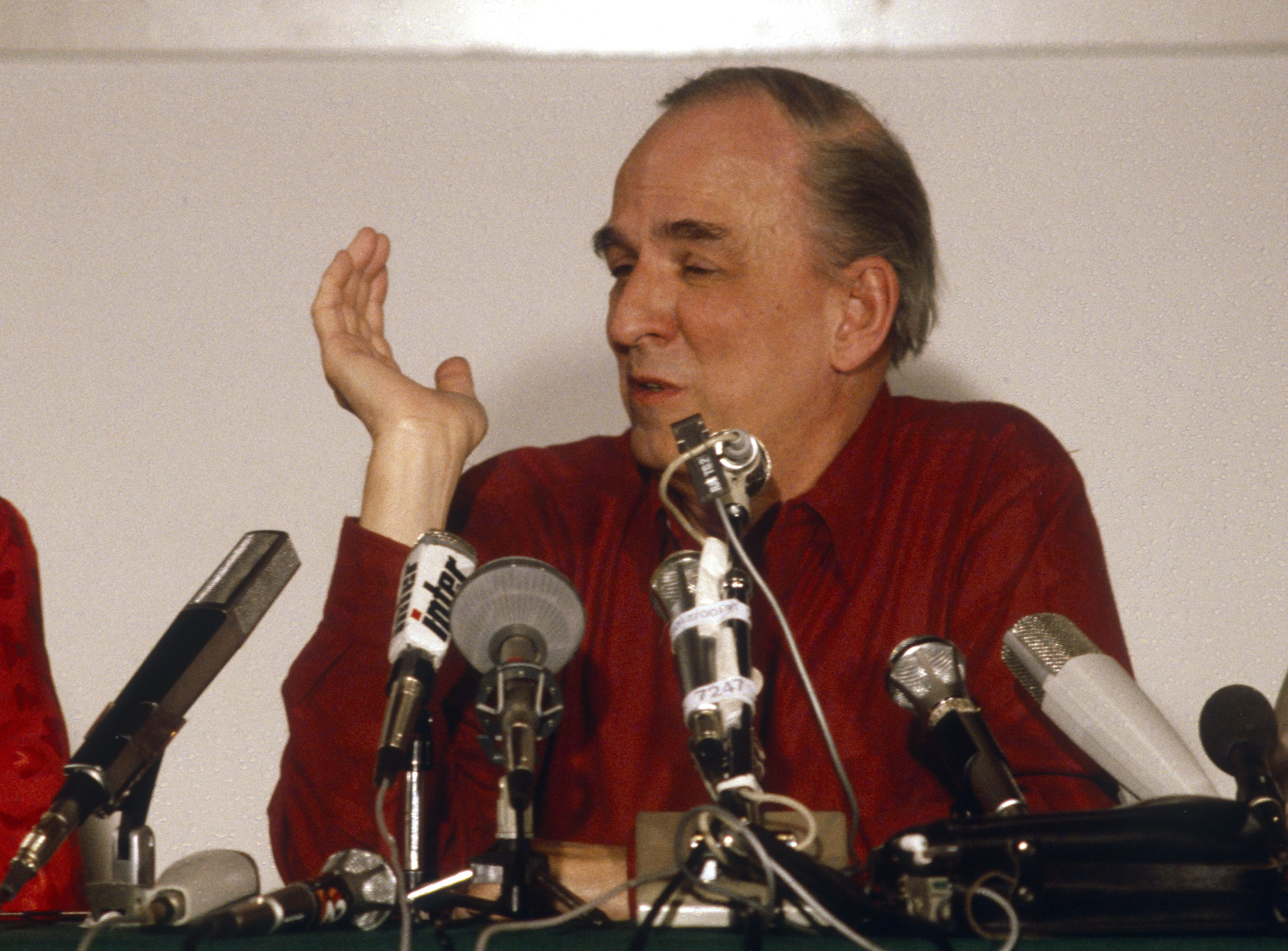
Ingmar Bergman in conferenza stampa durante la 42ª Mostra internazionale d'arte cinematografica di Venezia, 1985

Al ritorno dalla Germania si ritirerà sull'isola di Fårö e nel 1982 realizzerà quello che doveva essere, nelle sue intenzioni, il suo ultimo film e pertanto un congedo al cinema, Fanny e Alexander, ritratto di Uppsala, la sua città natale, tra il 1907 e il 1909. I personaggi sono una sessantina, e al centro della storia, un pastore protestante elegantissimo e perfido, proprio come il padre del regista. Il film doveva durare sei ore, ma la durata fu bocciata in sede di censura, così la versione per la televisione durerà cinque ore, quella per il cinema tre ore.
Nacque un capolavoro con elementi fortemente autobiografici e, come scrive Giovanni Grazzini:"un riassunto di quarant'anni di cinema". Dopo il successo di Fanny e Alexander Bergman, negli anni seguenti, a dimostrazione che il suo congedo dal cinema non era stato definitivo, realizzò nel 1983 il parapsicologico Dopo la prova, nato per la televisione, ma presentato in seguito a Cannes e distribuito dapprima come un normale film e poi in videocassetta.
Nel 1986 diresse ancora il teorico Il segno, che denota l'ancor grande attività artistica del regista, malgrado l'età avanzata.
Pur non girando più film, Bergman non cessò l'attività e si occupò ancora di lavori televisivi come, nel 1986, il cortometraggio Il volto di Karin dedicato alla madre e continuò a dedicarsi al teatro. Sempre nel 1986 venne invitato in televisione per realizzare una lunga intervista di 57 minuti, nella quale raccontava i tempi e i metodi della lavorazione del film Fanny e Alexander; l'intervista fu proposta per il pubblico nazionale.
Dal 1988 al 1992 continuò l'attività teatrale e televisiva in maniera meno intensa ma ugualmente produttiva, che avrà poi termine con il quarantaquattresimo lungometraggio intitolato Vanità e affanni dove verranno adottate per la prima volta tecniche digitali.

### Gli anni novanta e la televisione

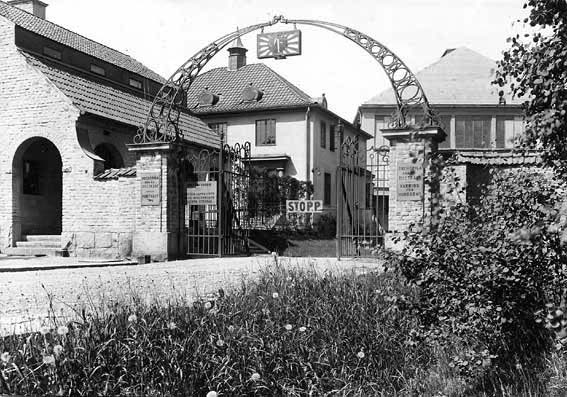
Le scene in interno di molti film di Bergman sono state girate negli studi Filmstaden a nord di Stoccolma (1925 circa)

Lasciato il cinema per dedicarsi al teatro, Bergman tuttavia scrisse nel 1991 le sceneggiature di Con le migliori intenzioni, una produzione televisiva di sei ore, adattata poi allo schermo in due ore e quaranta con la direzione di Bille August, il regista danese che aveva vinto nel 1989 l'Oscar per il miglior film straniero con Pelle alla conquista del mondo. Dal film venne tratto il libro intitolato La buona volontà che porta in calce la firma di Bergman.
Nell'aprile del 1991 portò in Italia un'opera scritta dal giapponese Yukio Mishima, Madame de Sade, che venne rappresentata a Parma al "Festival dell'attore". Nello stesso mese venne rappresentato nel piccolo teatrino all'ultimo piano del "Dramaten di Stoccolma" la sua regia di Peer Gynt di Ibsen con l'interpretazione di Bibi Andersson e in giugno Bergman diresse Le baccanti di Euripide, con la musica di Daniel Börtz, all'"Opera di Stoccolma" che ottenne un grande consenso di pubblico.
Sempre nel 1991 si occupò della sceneggiatura del film Il figlio della domenica diretto dal figlio Daniel, che tratta di un episodio della fanciullezza di Bergman, in particolare delle passeggiate che faceva in bicicletta con il padre, raccontato nell'autobiografia Lanterna magica.
Tra il 1992 e il 1994 produsse una serie sfortunata di film televisivi: Markisinnan De Sade (1992), Backanterna (1993) e Sista Skriket (1994). Nel 1995 divenne membro onorario dell'Unione dei Teatri d'Europa.
Nel 1996 collaborò al film Conversazioni private con la regia di Liv Ullmann e nel 1997 decise di ritornare dietro la macchina da presa realizzando, per la televisione svedese, Vanità e affanni, splendido film ambientato nel 1925 nell'ospedale psichiatrico in cui fu rinchiuso nel 1977: la storia è quella di un uomo che vuole fare il primo film della storia del cinema, e nonostante la pellicola si guasti, decide di recitarlo come in teatro.
In quello stesso anno, in polemica con i critici cinematografici, egli rifiutò di ritirare il premio alla carriera conferitogli a Cannes. Nel 1999 regalò a Liv Ullmann la nuova sceneggiatura per il film L'infedele e presentò in teatro I cineasti, sul tema dell'alcolismo.

### Gli ultimi anni

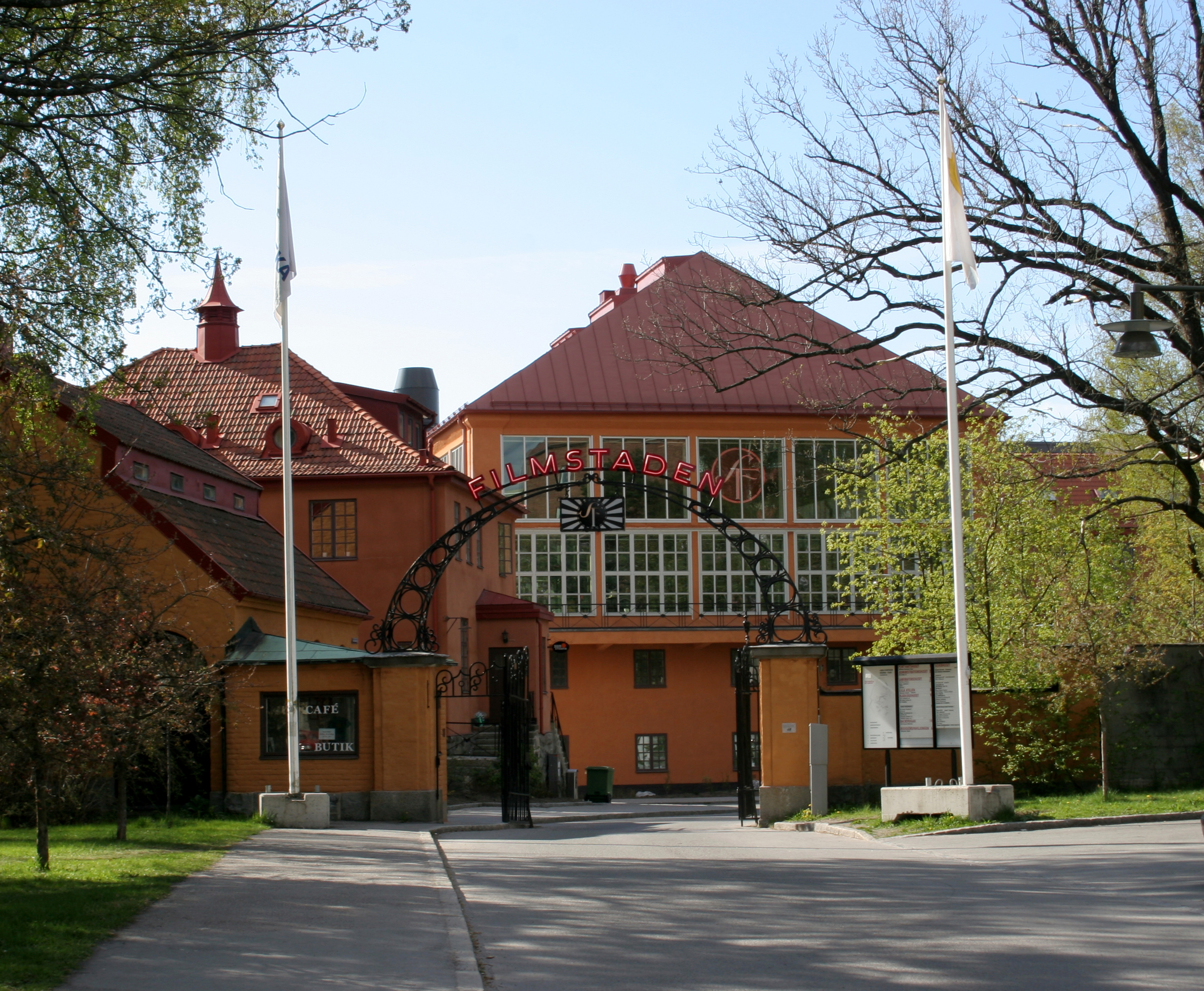
Gli studi Filmstaden di Stoccolma come si presentano attualmente (2005)

Nel 2000 girò per la televisione Bildmakarna, che racconta di come Victor Sjöström, il grande regista svedese, nel 1921 girò uno dei suoi film più famosi: Il carretto fantasma. Proseguì la sua attività teatrale, regalando per le scene e per lo schermo una edizione de Il flauto magico mozartiano, unica nella sua forte visionaria fascinazione, pur senza lasciare la macchina da presa.
Nel 2002 pubblicò il volume Immagini, con molte fotografie riguardanti la sua infanzia. Nel 2003 girò Sarabanda, il seguito di Scene da un matrimonio, che con altre quattro reti europee venne cofinanziato dalla Rai e che fu girato con tecniche digitali. Sul set Bergman disse: "questo è il mio ultimo film".
Il 20 gennaio 2005 ricevette il Premio Federico Fellini - che aspira a diventare il "Premio Nobel del cinema" - per l'eccellenza della sua produzione artistica cinematografica. Il 30 luglio 2007, all'età di 89 anni, morì nella sua casa di Fårö, isola svedese del Mar Baltico, lo stesso giorno della scomparsa del regista italiano Michelangelo Antonioni.

## Vita sentimentale
Bergman ebbe una vita sentimentale molto intensa: nel corso della sua vita si sposò cinque volte ed ebbe nove figli. Nel 1943 sposò Else Fischer, ballerina e coreografa che gli darà una figlia, la futura scrittrice Lena. Nel 1944, durante la lavorazione del film Spasimo, la moglie e la figlia si ammalarono di tisi e furono ricoverate in due diversi sanatori; Bergman, per sostenere le spese, si adattò a redigere manoscritti per la società cinematografica per cui lavorava. In quel periodo conobbe Ellen Lundström, anche lei ballerina e coreografa, con la quale avviò una relazione; quando lei rimase incinta, decise di divorziare per sposarla. Da Ellen ebbe quattro figli.
Nel 1946 Bergman ed Ellen andarono a vivere a Göteborg. Durante l'estate del 1949, mentre stava girando gli esterni a Helsingborg di Verso la gioia, il regista conobbe la giornalista Gun Hagberg, "una ragazza dieci e lode, bella, alta, sportiva, intensi occhi blu, riso aperto, disponibile, fiera, integra, piena di forza femminile", con la quale iniziò una relazione che continuò al ritorno in sede. Nel 1950 ottenne il divorzio da Ellen; nel frattempo Gun era rimasta incinta ed era andata ad abitare da lui. Bergman si trovò così a dover mantenere due mogli e cinque figli. Si adattò a produrre sceneggiature per conto di altri e a realizzare dei cortometraggi pubblicitari. Nel 1951 sposò Gun Grut, che diventò così la sua terza moglie. Verso la fine degli anni cinquanta conobbe la pianista Käbi Laretei, che nel 1959 divenne la sua quarta moglie.
Nel 1964 si innamorò dell'attrice Liv Ullmann: dalla loro relazione nacque nel 1966 una figlia, Linn Ullmann. Bergman lasciò la moglie e andò a vivere con Liv e la figlia, finché nel 1969 divorziò da Käbi Laretei. Il regista nel 1971 sposò Ingrid Karlebo von Rosen. Dal 1976 Bergman prese la residenza all'estero per non avere problemi con il fisco svedese.
Nel 1995 la moglie Ingrid morì: fu per Bergman un duro colpo. Il dolore per la perdita lo fece cadere in uno stato di depressione; il regista, che nel frattempo era tornato a vivere in patria, si ritirò nell'isoletta di Fårö, nel Mar Baltico, dove condusse una vita solitaria fino alla morte. Trovò parziale conforto dal fatto che tutti i suoi figli erano diventati attori, quasi tutti teatrali. Oltre a Liv Ullmann, le attrici con cui Bergman condivise la sua vita furono Harriet Andersson, Bibi Andersson e Ingrid Thulin.

## Stile e convinzioni religiose
Ingmar Bergman ha coniugato in maniera unica l'interrogarsi sui temi universali dell'esistenza umana con l'utilizzo delle tecniche del linguaggio cinematografico: se, da un lato, ha innalzato le sue sceneggiature alla profondità di un testo letterario, dall'altro la forza figurativa dei suoi film è paragonabile a quella dei migliori autori della settima arte. Un esempio di questo straordinario connubio è uno dei suoi film più famosi, Il settimo sigillo: i dialoghi tra i personaggi possiedono l'intensità di una rappresentazione teatrale; nello stesso tempo, il film è preso da esempio dalle scuole di regia come modello per lo studio delle relazioni che sovrintendono la composizione dell'immagine.
Generalmente Bergman scriveva le sue sceneggiature, riflettendo su di esse per mesi o anni prima di iniziare la stesura definitiva.
I suoi primi film sono strutturati con attenzione, e sono o basati su suoi testi teatrali o scritti in collaborazione con altri autori.
Bergman scelse di essere mite nelle relazioni con gli attori, riteneva infatti di avere una grande responsabilità verso loro, li vedeva come collaboratori spesso in una vulnerabile posizione psicologica. Ingmar Bergman era ateo: “ateo cristiano” lo definì Sergio Trasatti, autore del “Castoro” dedicato al regista, che riportò tale definizione nel numero 2/2011 del mensile Cult Frame.

## Filmografia

### Cinema

#### Regista e sceneggiatore
- Crisi (Kris) (1946)
- Piove sul nostro amore (Det regnar på vår kärlek) (1946)
- La terra del desiderio (Skepp till India land) (1947)
- Musica nel buio (Musik i mörker) (1948)
- Città portuale (Hamnstad) (1948)
- La prigione (Fängelse) (1949)
- Sete (Törst) (1949)
- Verso la gioia (Till glädje) (1949)
- Ciò non accadrebbe qui (Sånt händer inte här) (1950)
- Un'estate d'amore (Sommarlek) (1951)
- Donne in attesa (Kvinnors väntan) (1952)
- Monica e il desiderio (Sommaren med Monika) (1953)
- Una vampata d'amore (Gycklarnas afton) (1953)
- Una lezione d'amore (En lektion i kärlek) (1954)
- Sogni di donna (Kvinnodröm) (1955)
- Sorrisi di una notte d'estate (Sommarnattens leende) (1955)
- Il settimo sigillo (Det sjunde inseglet) (1957)
- Il posto delle fragole (Smultronstället) (1957)
- Alle soglie della vita (Nära livet) (1958)
- Il volto (Ansiktet) (1958)
- La fontana della vergine (Jungfrukällan) (1960)
- L'occhio del diavolo (Djävulens öga) (1960)
- Come in uno specchio (Såsom i en spegel) (1961)
- Luci d'inverno (Nattvardsgästerna) (1963)
- Il silenzio (Tystnaden) (1963)
- A proposito di tutte queste... signore (För att inte tala om alla dessa kvinnor) (1964)
- Persona (1966)
- Daniel, episodio di Stimulantia (1967)
- L'ora del lupo (Vargtimmen) (1968)
- La vergogna (Skammen) (1968)
- Passione (En passion) (1969)
- L'adultera (Beröringen) (1971)
- Sussurri e grida (Viskningar och rop) (1972)
- Scene da un matrimonio (Scener ur ett äktenskap) (1973)
- Il flauto magico (Trollflöjten) (1975)
- L'immagine allo specchio (Ansikte mot ansikte) (1976)
- L'uovo del serpente (The Serpent's Egg) (1977)
- Sinfonia d'autunno (Höstsonaten) (1978)
- Un mondo di marionette (Aus dem Leben der Marionetten) (1980)
- Fanny e Alexander (Fanny och Alexander) (1982)

#### Sceneggiatore
- Spasimo (Hets), regia di Alf Sjöberg (1944)
- La furia del peccato (Kvinna utan ansikte), regia di Gustaf Molander (1947)
- Eva, regia di Gustaf Molander (1948)
- La banda della città vecchia (Medan staden sover), regia di Lars-Eric Kjellgren (1950)
- I divorziati (Frånskild), regia di Gustaf Molander (1951)
- La sesta coppia fuori (Sista paret ut), regia di Alf Sjöberg (1956)
- Luce nella notte (Nattens Ljus), regia di Lars-Eric Kjellgren (1957)
- Parco dei divertimenti (Lustgården), regia di Alf Kjellin (1961)
- La riserva (Reservatet), regia di Jan Molander (1970)
- Con le migliori intenzioni (Den goda viljan), regia di Bille August (1992)
- Il figlio della domenica (Söndagsbarn), regia di Daniel Bergman (1992)
- L'infedele (Trolösa), regia di Liv Ullmann (2000)

### Televisione

#### Regista e sceneggiatore
- Venetianskan – film TV (1958)
- Rabies – film TV (1958)
- Oväder – film TV (1960)
- Ett Drömspel – film TV (1963)
- Don Juan – miniserie TV (1965)
- Il rito (Riten) – film TV (1969)
- Misantropen – film TV (1974)
- Il ballo delle ingrate (De fördömda kvinnornas dans) – cortometraggio (1976)
- Dopo la prova (Efter repetitionen) – film TV (1984)
- Il volto di Karin (Karins Ansikte) – cortometraggio (1984)
- Il segno (De Två saliga) – film TV (1986)
- Markisinnan De Sade – film TV (1992)
- Backanterna – film TV (1993)
- Sista Skriket – film TV (1995)
- Vanità e affanni (Larmar och gör sig till) – film TV (1997)
- Bildmakarna – film TV (2000)
- Sarabanda (Saraband) – film TV (2003)

#### Sceneggiatore
- Pittura su legno (Trämålning), regia di Lennart Olsson (1963)
- The Lie – miniserie TV (1970-1973)
- Con le migliori intenzioni (Den goda viljan) (1991) versione per la TV
- Conversazioni private (Enskilda samtal), regia di Liv Ullmann (1996)

## Sceneggiature
- Quattro film, traduzione di Bruno Fonzi e Giacomo Oreglia, Einaudi, 1961 (contiene: Sorrisi di una notte d'estate; Il settimo sigillo; Il posto delle fragole; Il volto)
- Scene di vita coniugale, traduzione di Piero Monaci, Einaudi, 1974
- L'immagine allo specchio, traduzione di A. Incisa, Einaudi, 1977
- Sei film, traduzione di Giacomo Oreglia, Einaudi, 1979 (contiene: Luci d'inverno; Come in uno specchio; Il silenzio; Il rito; Sussurri e grida; Persona)
- L'uovo del serpente, traduzione di Renzo Pavese, Einaudi, 1980
- Il settimo sigillo, traduzione di A. Criscuolo, introduzione di Goffredo Fofi, Iperborea, 1994.
- Il quinto atto, traduzione di Laura Cangemi, Garzanti, 2000 (contiene, tra le altre cose, le sceneggiature di Dopo la prova e Vanità e affanni)
- ll posto delle fragole, traduzione di Renato Zatti, postfazione di Paolo Mereghetti, Iperborea, 2004
- Sarabanda, traduzione di Renato Zatti, postfazione di Paolo Mereghetti, Iperborea, 2005
- Il Vangelo secondo Bergman: Storia di un capolavoro mancato, a cura di Pia Campeggiani e Andrea Panzavolta; trad. di Pia Campeggiani, Il melangolo, Genova, 2018

## Romanzi e memorie
- Fanny e Alexander. Un romanzo, traduzione di Maria Pia Muscarello e Renzo Pavese, Ubulibri, 1987
- Lanterna magica, traduzione di Fulvio Ferrari, Garzanti, 1987.
- Immagini, traduzione e una nota di Renzo Pavese, Garzanti, 1992
- Nati di domenica, traduzione di Carmen Giorgetti Cima, Garzanti, 1993
- Con le migliori intenzioni, traduzione di Carmen Giorgetti Cima, Garzanti, 1994
- Conversazioni private, traduzione di Laura Cangemi, Garzanti, 1996
- con Maria von Rosen, Tre diari, traduzione di Renato Zatti, postfazione di Goffredo Fofi, Iperborea, 2008.

## Drammaturgia
- Kaspers död, 1942
- Tivolit, 1942
- Jack hos skådespelarna, 1946
- Rakel och biografvaktmästaren, 1946
- Dagen slutar tidigt , 1948 (Il giorno finisce presto, traduzione di Renato Zatti; postfazione di Luca Scarlini, Iperborea, 2008)
- Mig till skräck, 1947
- Kamma noll, 1948
- Joakim Naken eller Självmordet, 1949
- Staden, 1951
- Mordet i Barjärna, 1952
- Trämålning , 1955 (Pittura su legno, a cura di Luca Scarlini, traduzione di Luciano Marrucci, Einaudi, 2001)
- Fröken Julie, 1986
- En själslig angelägenhet, 1990
- Sista skriket, 1993 (L'ultimo grido, in Il quinto atto, traduzione di Laura Cangemi, Garzanti, 2000)

## Premi e riconoscimenti

### Premio Oscar
- 1960 - Candidato per miglior sceneggiatura originale per Il posto delle fragole
- 1963 - Candidato per miglior sceneggiatura originale per Come in uno specchio
- 1971 - Premio alla memoria Irving G. Thalberg
- 1974 - Candidato per miglior film per Sussurri e grida
- 1974 - Candidato per miglior regista per Sussurri e grida
- 1974 - Candidato per miglior sceneggiatura originale per Sussurri e grida
- 1977 - Candidato per miglior regista per L'immagine allo specchio
- 1979 - Candidato per miglior sceneggiatura originale per Sinfonia d'autunno
- 1984 - Candidato per miglior regista per Fanny e Alexander
- 1984 - Candidato per miglior sceneggiatura originale per Fanny e Alexander

### Guldbagge
- 1964 - Miglior regista per Il silenzio
- 1983 - Miglior regista per Fanny e Alexander
- 1993 - Migliore sceneggiatura per Con le migliori intenzioni

Dall'edizione del 1978 a quella del 2007 è stato assegnato un premio a lui intitolato alle figure che hanno contributo allo sviluppo del cinema svedese.